# Shaler Cliffs
Gli Shaler Cliffs sono dei picchi rocciosi alti fino a 1000 m, situati 3,2 km a sudest della Charpentier Pyramid, nella parte settentrionale dei Monti Herbert, della Catena di Shackleton, Terra di Coats in Antartide. 
Nel 1967 fu effettuata una ricognizione aerofotografica da parte degli aerei della U.S. Navy. Un'ispezione al suolo fu condotta dalla British Antarctic Survey (BAS) nel periodo 1968-71.
Ricevettero l'attuale denominazione nel 1971 dal Comitato britannico per i toponimi antartici (UK-APC), in onore di Nathaniel Shaler (1841-1906), un geologo americano autore assieme al geografo William Morris Davis del libro Glaciers, (Boston, 1881), oltre che di altre pubblicazioni sulla geologia glaciale, nel periodo 1884-92.